# Réduction non catalytique sélective
 (avril 2022).
La mise en forme du texte ne suit pas les recommandations de Wikipédia : il faut le « wikifier ».
Les points d'amélioration suivants sont les cas les plus fréquents :
- Les titres sont pré-formatés par le logiciel. Ils ne sont ni en capitales, ni en gras.
- Le texte ne doit pas être écrit en capitales (les noms de famille non plus), ni en gras, ni en italique, ni en « petit »…
- Le gras n'est utilisé que pour surligner le titre de l'article dans l'introduction, une seule fois.
- L'italique est rarement utilisé : mots en langue étrangère, titres d'œuvres, noms de bateaux, etc.
- Les citations ne sont pas en italique mais en corps de texte normal. Elles sont entourées par des guillemets français : « et ».
- Les listes à puces sont à éviter, des paragraphes rédigés étant largement préférés. Les tableaux sont à réserver à la présentation de données structurées (résultats, etc.).
- Les appels de note de bas de page (petits chiffres en exposant, introduits par l'outil «  Source ») sont à placer entre la fin de phrase et le point final[comme ça].
- Les liens internes (vers d'autres articles de Wikipédia) sont à choisir avec parcimonie. Créez des liens vers des articles approfondissant le sujet. Les termes génériques sans rapport avec le sujet sont à éviter, ainsi que les répétitions de liens vers un même terme.
- Les liens externes sont à placer uniquement dans une section « Liens externes », à la fin de l'article. Ces liens sont à choisir avec parcimonie suivant les règles définies. Si un lien sert de source à l'article, son insertion dans le texte est à faire par les notes de bas de page.
- La présentation des références doit suivre les conventions bibliographiques. Il est recommandé d'utiliser les modèles {{Ouvrage}}, {{Chapitre}}, {{Article}}, {{Lien web}} et/ou {{Bibliographie}}. Le mode d'édition visuel peut mettre en forme automatiquement les références.
- Insérer une infobox (cadre d'informations à droite) n'est pas obligatoire pour parachever la mise en page.

Pour une aide détaillée, merci de consulter Aide:Wikification.
Si vous pensez que ces points ont été résolus, vous pouvez retirer ce bandeau et améliorer la mise en forme d'un autre article.
La réduction non catalytique sélective est une méthode de réduction des émissions d'oxydes d'azote dans les gaz de combustion ou d'incinération. Elle consiste à injecter un agent réducteur azoté pour réduire les NOx en diazote. Cette méthode traitement des fumées, comme la réduction catalytique sélective, fait partie des meilleures technologies disponibles validées par la Communauté Européenne pour la réduction des émissions de polluants pour l'incinération de déchets et pour les grandes installations de combustion.

## Principe
L'objectif est de transformer les deux molécules formant les oxydes d'azote : NO et NO2, en diazote. Pour cela, on utilise un agent réducteur qui contient lui-même un ou plusieurs atomes d'azote. Trois molécules sont utilisées dans la pratique :
- l'ammoniac : NH3 ;
- l'urée : CO(NH3)2 ;
- l'acide isocyanurique : (HOCN)3.

Historiquement, NH3 a été la première molécule étudiée et R. K. Lyon a breveté le procédé en 1973 sous la dénomination Thermal DeNOx. Les réactions globales peuvent s'écrire:
4 NO + 4 NH3 + O2 → 4 N2 + 6 H2O
2 NO2 + 4 NH3 + O2 → 3 N2 + 6 H2O
Le mécanisme de ces réactions est en fait beaucoup plus complexe et comprend plusieurs dizaines de réactions élémentaires mettant en jeu des espèces intermédiaires radicalaires. Contrairement à la réduction catalytique sélective, on n'utilise pas de catalyseur, il est donc nécessaire d'avoir une température relativement élevée: entre 750 et 1100°C.
L'ammoniac étant un gaz toxique, l'utilisation de l'urée s'avère intéressante puisqu'on peut l'utiliser sous forme solide. Aux températures élevées, on observe la réaction:
CO(NH3)2 + H2O → CO2 + 2 NH3
L'urée permet donc de générer in situ dans le réacteur de l'ammoniac.
L'acide isocyanurique se présente aussi sous forme solide, par sublimation à haute température, on obtient HNCO qui peut servir d'agent réducteur azoté. Ce procédé a été breveté sous  le nom RapreNOx.

## Mise en œuvre
Les NOx sont en général formées dans des réactions se déroulant à haute température (entre 1000°C et 2000°C). La SNCR est utilisée in situ dans le réacteur, mais après cette zone de formation.
La principale difficulté dans la mise en œuvre de ce procédé est que la fenêtre de température dans laquelle on doit l'utiliser est étroite et dépend de l'agent réducteur utilisé. Si la température est trop basse, les réactions de réduction ne se font pas; si la température est trop élevée, l'agent réducteur peut être oxydé en NOx. En utilisant de l'ammoniac, la température doit être comprise entre 900 et 1000°C. Il est donc nécessaire de parfaitement connaître son installation pour savoir à quel endroit dans le réacteur on doit injecter l'agent réducteur. En utilisant des mélanges d'agents réducteurs, par exemple ammoniac + dihydrogène, on peut modifier cette fenêtre de température.
La seconde difficulté est que si l'agent réducteur n'est pas totalement utilisé pour la réaction de réduction, le flux gazeux contient non seulement des NOx mais aussi d'autres produits azotés potentiellement gênants pour l'installation et/ou polluants. Par exemple, l'ammoniac qui n'a pas servi à réduire les NOx peut réagir avec des produits soufrés pour former du sulfate d'ammonium, (NH4)2SO4, qui est corrosif. Pour éviter ce phénomène, on préfère souvent réduire la quantité d'agent réducteur injectée même si cela réduit le taux d'élimination des NOx. Toujours pour limiter ce phénomène, on mesure la concentration en oxydes d'azote en sortie de réacteur et on utilise une boucle de régulation pour ajuster la quantité d'agent réducteur. 

## Efficacité
Cette méthode peut potentiellement permettre d'éliminer jusqu'à 80% des oxydes d'azote. Cependant, en pratique, les taux de réduction observés sont en général compris entre 30% et 50% . 
Dans le cas ou on utilise l'urée ou l'acide isocyanurique, il peut aussi y avoir formation de protoxyde d'azote (N2O) au lieu de diazote. N2O est aussi un polluant (c'est un gaz à effet de serre), sa formation est donc une limitation importante à ces procédés . 